# Bojana (Chorwacja)
Bojana – wieś w Chorwacji, w żupanii bielowarsko-bilogorskiej, w mieście Čazma. W 2011 roku liczyła 158 mieszkańców.